# 安斎正人
安斎 正人（あんざい まさひと、1945年6月1日 - ）は、日本の考古学者、東北芸術工科大学教授。
満洲・海城生まれ。1970年東京大学文学部考古学科卒業。1975年同大学院人文科学研究科博士課程退学。東京大学文学部助手、2007年助教、2008年東北芸術工科大学東北文化研究センター教授。2003年「旧石器社会の構造変動」で早稲田大学文学博士。

## 著書
- 無文字社会の考古学（六興出版 1990年 のち六一書房）
- 理論考古学 モノからコトへ（柏書房 ポテンティア叢書 1994年）
- 現代考古学（同成社 1996年）
- 旧石器社会の構造変動（同成社 2003年）
- 理論考古学入門（柏書房 Kashiwa学術ライブラリー 2004年）
- 前期旧石器再発掘 捏造事件その後（同成社 2007年）
- 人と社会の生態考古学（柏書房 2007年）
- 日本人とは何か 考古学がいま語れること（柏書房 2010年）
- 気候変動の考古学（同成社 2012年）
- 気候変動と縄紋文化の変化（同成社 2014年）

### 共編著・監修
- 縄文式生活構造 土俗考古学からのアプローチ（編 同成社 1998年）
- 用語解説現代考古学の方法と理論（全3巻 編 同成社 1999年-2000年）
- 縄文社会論（編 同成社 2002年）
- 現代考古学事典（編 同成社 2004年）
- 旧石器時代の地域編年的研究（佐藤宏之共編 同成社 2006年）
- 縄紋時代の社会考古学（高橋龍三郎共編 同成社 2007年）
- 手と道具の人類史 チンパンジーからサイボーグまで（関昌家,鈴木良次編 吉原耕一郎,大沼克彦,渡邉晶共著 協同医書出版社 2008年）
- 祭りの考古学（小野正文,黒沢浩,椙山林繼,平川南共著 学生社 暮らしの考古学シリーズ 2008年）
- 北から生まれた中世日本（入間田宣夫共監修 東北芸術工科大学東北文化研究センター編 高志書院 2012年）

## 論文
- Cinii

## 注
1. ↑  『現代日本人名録』2002年
2. ↑  『気候変動と縄紋文化の変化』著者紹介